# Ла Грејнџ (Северна Каролина)
Ла Грејнџ (енгл. La Grange) град је у америчкој савезној држави Северна Каролина.

## Демографија
По попису из 2010. године број становника је 2.873, што је 29 (1,0%) становника више него 2000. године.
| Група             | 2000.         | 2010.         |
| Белци             | 1.213 (42,7%) | 1.136 (39,5%) |
| Афроамериканци    | 1.565 (55,0%) | 1.591 (55,4%) |
| Азијати           | 10 (0,4%)     | 20 (0,7%)     |
| Хиспаноамериканци | 37 (1,3%)     | 97 (3,4%)     |
| Укупно            | 2.844         | 2.873         |